# Chvalšiny
Chvalšiny (en allemand : Kalsching) est une commune du district de Český Krumlov, dans la région de Bohême-du-Sud, en République tchèque. Sa population s'élevait à 1 250 habitants en 2020.

## Géographie
Chvalšiny se trouve à 10 km au nord-ouest de Český Krumlov, à 24 km au sud-ouest de České Budějovice et à 137 km au sud de Prague.
La commune est limitée par Ktiš et Brloh au nord, par Kájov à l'est, par le terrain militaire de Boletice au sud et à l'ouest.

## Histoire
La première mention écrite du village date de 1281.

## Administration
La commune se compose de quatre quartiers :
- Borová
- Červený Dvůr
- Hejdlov
- Chvalšiny

## Transports
Par la route, Chvalšiny se trouve à 11,5 km de Český Krumlov, à 30,5 km de České Budějovice et à 174 km de Prague.